# Жиберкур
Жиберкур (фр. Gibercourt) насеље је и општина у североисточној Француској у региону Пикардија, у департману Ен (Пикардија) која припада префектури Сен Кентен.
По подацима из 2011. године у општини је живело 47 становника, а густина насељености је износила 17,47 становника/km². Општина се простире на површини од 2,69 km². Налази се на средњој надморској висини од 78 метара (максималној 106 m, а минималној 79 m).

## Демографија
| 1962. | 1968. | 1975. | 1982. | 1990. | 1999. | 2011. |
| ----- | ----- | ----- | ----- | ----- | ----- | ----- |
| 32    | 46    | 39    | 37    | 33    | 37    | 47    |

График промене броја становника у току последњих година